# Claudine Lebègue
Pour les articles homonymes, voir Lebègue.
Claudine Lebègue, née le 26 juin 1956 à Villeneuve-la-Garenne, est une auteure-compositrice-interprète et comédienne française.

## Biographie
Accordéoniste titulaire du brevet d'enseignement de l'École normale de musique de Paris, elle commence sa carrière au théâtre en 1991 au sein de la compagnie "les Fédérés" de Montluçon, sous la direction de Jean-Paul Wenzel, au Théâtre national de Bretagne dans "le théâtre ambulant Chopalovitch" (Simovitch).
En qualité d’auteure-compositrice-interprète, elle produit son premier album Zelda Cœur de Vache en 2000.
Son deuxième album Des Roses et Roger, sorti en 2002 est produit par EPM et Anne Sylvestre. Ses tournées sont également produites par Anne Sylvestre et "Les Arbres Verts" jusqu’en 2005.
Elle compose et écrit pour le théâtre, principalement pour la compagnie "Le Voyageur Debout" (Lyon), et écrit également des chansons en collaboration avec Michèle Bernard.
Elle publie en octobre 2010 le premier tome de la trilogie A ma Zone (récits de banlieue), aux éditions La Passe Du Vent. 
A ma Zone  a été sélectionné  pour le Prix de l'inaperçu 2011. Les deux autres Tomes Un camion dans la nuit et Perfecto sont parus en 2013 et 2018 chez le même éditeur.

## Discographie albums
- 2000 : Zelda cœur de Vache (Auto-produit)
- 2005 : Des roses et Roger (EPM/Anne Sylvestre)
- 2010 : A ma Zone (Evedia)
- 2014 : Un camion dans la nuit (Tuba Rouge)
- 2021 : Quand il fait chaud

Participations :
- 1997 : 5 chansons, enregistrées par Michèle Bernard dans l'album Chansons pour petits et grands (Nomade)